# Isla Beaver (Arizona)
La Isla Beaver (en inglés: Beaver Island) es el nombre que recibe una pequeña isla fluvial del estado de Arizona localizada en el Río Colorado cerca de los límites con el vecino estado de California, al suroeste de los Estados Unidos, justo entre Whipple Point y la Isla Grass en el condado de Mohave al noroeste del territorio del estado.
Una porción de la isla hace parte del Parque Estatal del Lago Havasu (Lake Havasu State Park). Posee una elevación promedio de aproximadamente: 136 metros (446 pies). Otras islas en el mismo condado y río incluyen a Beehive, Channel, Deer, Driftwood, Haulapai, River, la roca Mohave y Pittsburg Point.